# Németh István (történész)
Németh István (Sárvár, 1945. június 7. – Budapest, 2020. december 14.) történész, professor emeritus, az ELTE BTK Történeti Intézet és az Eszterházy Károly Egyetem egyetemi tanára.

## Életpályája[2]
1945. június 7-én született a Vas megye Sárváron. Az általános és középiskolát is itt végezte, mindkettőt jeles eredménnyel. Az érettségit követően egyetemi előfelvettként két évig fizikai munkásként dolgozott. 1965–1970 között az ELTE Bölcsészettudományi Kar magyar–történelem szakán középiskolai tanári diplomát szerzett. Eötvös-kollégistaként több magyar történeti szakkollégium hallgatója volt. 1970 szeptemberétől 1990 júniusáig egyetemes történetet oktatott, 1986-tól egyetemi docensként. Kutatási témája a magyar–német kapcsolatok a világgazdasági válság éveiben (1929–1933), oktatási területe pedig Németország 20. századi története volt. 1990. júniustól az ELTE BTK Új- és Legújabb kori Egyetemes Történeti Tanszékén egyetemi docensként dolgozott. Oktatási és kutatási témája egyaránt a magyar–német kapcsolatok és Németország 20. századi története volt. 2004-től az egri Eszterházy Károly Főiskola Új- és Jelenkori Egyetemes Tanszékén előbb egyetemi docensként, majd 2010. februártól egyetemi tanárként dolgozott.

## Család
Felesége lengyel filológus, s az Oktatási Minisztérium főtanácsosaként és főosztályvezető-helyettesként ment nyugdíjba. Fia (szül. 1972-ben) informatikusmérnök, külföldön él.

## Kutatási területei[4]
- Magyar–német kapcsolatok a 20. században
- Német és osztrák–magyar Közép-Európa-tervezés 1871–1918
- Európa-tervek a 19–20. században
- Az NSZK és az NDK története

## Fontosabb publikációk
A kutatási témákhoz kapcsolódó 73 magyar nyelvű és 7 idegen nyelvű dolgozata jelent meg.
1. Európa-tervek 1300–1945. Visszapillantás a jövőbe. ELTE Eötvös Kiadó, Budapest, 2001, 632 o.
2. Németország története. Egységtől az egységig (1871–1990). Aula Kiadó, Budapest, 2004, 693 o.
3. Európa 1945–2000. A megosztástól az egységig. Aula Kiadó, Budapest, 2004, 874 o.
4. Demokrácia és diktatúra Németországban 1918–1945. Összegzés és dokumentumok. 1. kötet: Az 1918. novemberi forradalom és a weimari köztársaság (1918–1933), 269 p., 2. kötet: A „Harmadik Birodalom” (1933–1945), L’ Harmattan, Budapest, 2007, 759 o.
5. A német császárság 1871–1918. L’ Harmattan, Budapest, 2008, 320 o.
6. Hatalmi politika Közép–Európában. Német és osztrák–magyar Közép-Európa tervezés (1871–1918) L’ Harmattan, Budapest, 2008, 280 o.
7. A Német Demokratikus Köztársaság 1949–1990. Összegzés és dokumentumok. L’Harmattan, Budapest, 2010, 508 o.
8. A Német Szövetségi Köztársaság 1949–2009. Összegzés és dokumentumok. L’Harmattan, Budapest, 2010, 534 o.
9. Ausztria a 20. században. Az „életképtelen” államtól a „boldogok szigetéig”. Tanulmányok. L’Harmattan, Budapest, 2011, 583 o.
10. Az osztrák út. Ausztria a 20. században. Összegzés és dokumentumok. Líceum Kiadó, Eger, 2011, 368 o.
11. Németh István–Juhász Dániel: A német gyarmatosítás története. Gyarmati álmok, háborúk és kalandok; szerzői, Eger 2012
12. Katyń, 1940. Lengyelország a Szovjetunió és Németország "életterében", 1914-1945. Összegzés és dokumentumok; ford. Arany Éva, Németh István; L'Harmattan–Uránia Ismeretterjesztő Alapítvány, Bp., 2013
13. Az Európa-gondolat történetéből R. N. Coudenhove-Kalergi Páneurópa Uniója. Összegzés és dokumentumok; EKF Líceum, Eger 2014 (Pandora könyvek)
14. Konföderációs és föderációs elképzelések Közép-Európában, 1850-1940. Értelmiségi víziók a regionális és Közép-Európai összefogásról; magánkiadás, Bp., 2015
15. Császárságból diktatúrába Németország a 20. század első felében. Tanulmányok; magánkiadás, Bp., 2015
16. A porosz mítosz, 1226-1947; magánkiadás, Bp., 2017